# Рудольф VI (маркграф Бадена)
Рудольф VI Длинный (нем. Rudolf VI. von Baden genannt «der Lange»; ? — 21 марта 1372) — маркграф Бадена и граф Эберштайна с 1353 года.
Сын Фридриха III Баденского и его жены Маргариты.
Наследовал отцу в 1353 году. В том же году умер Герман Баден-Эберштайнский, переживший своего единственного сына и, таким образом, не оставивший мужского потомства. Рудольф VI, как ближайший родственник, вступил во владение его графством.
В 1361 году умер Рудольф V — дядя Рудольфа VI, и его часть маркграфства Баден отошла племяннику, который вскоре после этого получил титул имперского князя.

## Семья
Маркграф Рудольф VI был женат на Мехтхильде фон Шпонхайм (ум. 1 ноября 1410). Известны следующие их дети:
- Бернхард I (1364 — 5 апреля 1431) — маркграф Бадена;
- Рудольф VII (ум. 1391);
- Мехтхильда (ум. 3 августа 1425) — жена графа Генриха фон Хеннеберга (1350—1405).